# Visvaldas Matijošaitis
Visvaldas Matijošaitis (ur. 14 kwietnia 1957 w Kownie) – litewski przedsiębiorca i działacz samorządowy, od 2015 burmistrz Kowna.

## Życiorys
Ukończył w 1975 szkołę średnią w Szańcach, a w 1980 studia mechaniczne w Wileńskim Instytucie Inżynierii Budownictwa. Zajął się prowadzeniem prywatnej działalności gospodarczej. Założyciel i główny akcjonariusz kompanii Vičiūnų grupė, w 2015 posiadającej udziały w ponad 45 przedsiębiorstwach w kilkunastu krajach. Umieszczany w rankingach najbogatszych Litwinów.
W 2011 stanął na czele lokalnej koalicji wyborczej, uzyskując mandat radnego miejskiego w Kownie. W 2015 ponownie został radnym, nadto w drugiej turze wyborów na urząd burmistrza pokonał ubiegającego się o reelekcję Andriusa Kupčinskasa. W 2019 i 2023 z powodzeniem ubiegał się o reelekcję, wygrywając w pierwszej turze głosowania.
Był żonaty z Ireną Matijošaitienė (1957–2013), ma dwóch synów. W 2006 odznaczony Krzyżem Kawalerskim Orderu „Za Zasługi dla Litwy”.